# 동호, 연수를 치다
동호, 연수를 치다는 대한민국의 영화이다.

## 캐스팅
- 나종찬 : 고동호 역
- 손수현 : 조연수 역
- 동현배 : 도재현 역
- 손현주 : 동호 아빠(목소리) 역
- 임일규 : 동욱 역
- 차준명 : 운전자 역
- 박준하 : 고등학생 역
- 조창원 : 양아치 역
- 박윤호 : 기술공1 역
- 류단오 : 기술공2 역
- 이익철 : 지하철남 역
- 김휘빈 : 지하철녀 역
- 이재성 : 삐에로 역